# Король-олень (фильм)
«Король-олень» — советский художественный фильм по одноимённой пьесе Карло Гоцци, снятый на киностудии имени Горького в 1969 году. Музыкальная театрализованная сказка.

В фильме звучат песни на музыку Микаэла Таривердиева в исполнении Аллы Пугачёвой, Юрия Яковлева, Сергея Юрского, Олега Ефремова, Олега Табакова.

## Сюжет
Вступительная заставка:

Сказка, сочинённая двести лет тому назад Карло Гоцци и двести лет спустя записанная для кино (по памяти) Вадимом Коростылёвым.
Дерамо, добрый, но простодушный король Серендиппа, желает жениться. Но вот проблема: как узнать, какая из претенденток действительно любит Дерамо, а какая просто рассчитывает на королевский трон? Волшебник Дурандарте дарит королю статую — «болвана», который смеётся, если кто-то говорит неправду. Внешне «болван», как две капли воды, похож на фаворита короля — первого министра, хитрого и подлого Тарталью, который давно и безответно влюблён в Анджелу, дочь второго министра Панталоне, робкого чинопочитателя. Но она сама любит Дерамо, хоть и не хочет идти на смотрины, считая их ненужными и унизительными.
Тарталья плетёт интриги и всячески мешает собственной дочери Клариче выйти замуж за молодого красавца-камергера Леандра, брата Анджелы, рассчитывая выдать дочь за короля. Несмотря на все проделки первого министра, король на смотринах под дерзостью и резкостью Анджелы сумел разглядеть любовь к нему, сам влюбляется в неё и объявляет своей женой.
Как-то на охоте доверчивый король рассказывает Тарталье о волшебном заклинании Дурандарте, и когда Дерамо решает попробовать переселиться в тело убитого оленя, подлый министр пытается убить ожившего оленя, а затем переселяется в тело короля.

## В ролях
- Юрий Яковлев — Дерамо, король Серендиппа
- Валентина Малявина — Анджела, дочь Панталоне
- Сергей Юрский — Тарталья — одарённый злодей, он же первый министр
- Владимир Шлезингер — Панталоне, второй министр
- Елена Соловей — Клариче, дочь Тартальи
- Виктор Зозулин — Леандр, сын Панталоне, брат Анджелы
- Олег Табаков — Чиголотти, слуга Дурандарте
- Олег Ефремов — Дурандарте, добрый волшебник, он же — лицо от автора

| - Дзанни, они же пантомима: - Станислав Бородокин - Александр Вигдоров - Шавкат Газиев - Владимир Грамматиков - Владимир Козелков - Виталий Комиссаров - В. Кузьмин - Алексей Панькин - Вячеслав Подвиг - Михаил Селютин - Юрий Сорокин - Игорь Суровцев | - Серендиппские девицы: - Ирина Бартенева - Алла Будницкая - Л. Войнаровская - Светлана Данильченко - Эльмира Капустина - Н. Кузнецова - Светлана Непомнящая - В. Олейникова - Т. Пышкина - Л. Чмель |

### Солисты
- Сергей Кондратенко
- Светлана Пайкова
- Зоя Смольянинова
- Алла Пугачёва — Анджела

## Трактовка сценариста
Нравоучительная пьеса с элементами комедии дель арте была «переписана по памяти», как указано в титрах, Вадимом Коростылёвым. В вольной трактовке пьеса приобрела совсем иное звучание, теперь в ней подняты проблемы творчества и ответственности за сотворённое, проблемы личности, которой извне навязывается тот или иной образ, и другие важные вопросы.
Дурандарте, в оригинале — волшебник, в конце сюжета выполняющий функции «бога из машины», в фильме — поэт, который, по его словам, «будит людское воображение», но других чудес творить не умеет. При этом, он всё же подарил Дерамо статую, которая смеялась, если люди лгали. Представлен как автор разворачивающейся на глазах зрителя пьесы.
По пьесе, Дерамо воспользовался услугами волшебного истукана для выбора невесты — статуя смеялась при лживых признаниях потенциальных невест. По фильму, Тарталья, влюблённый в Анджелу, заменил собой болвана и смеялся при её признании, но Дерамо, покорённый смелостью и красотой девушки, сам влюбляется в неё и женится.
 — Но ваш болван, взгляните, он хохочет!
— Хохочет? В самом деле, вот болван!
Важный эпизод фильма — история о добром и злом волшебниках, которую в поэтической форме рассказывает Дурандарте. Оба волшебника спешат на поезд; злой по пути творит много дурных дел, но успевает вовремя. Добрый, следовавший за ним, исправляет причинённое им зло, но опаздывает на поезд. Коростылёв предоставляет зрителям вывести мораль этой истории самим.
Тарталья у Гоцци — типичный злодей, в фильме же он выражает желание не идти на поводу своей «маски», вынуждающей его совершить подлое убийство, но Дурандарте властью автора запрещает ему выходить из роли злодея:
 — Куда теперь от этой маски деться,
Когда злодея выучена роль?
Тарталья в маске — человек без сердца.
— Так берегись, Дерамо!
Так берегись, Дерамо,

Мой король.
Волшебное слово для превращения в любое существо, над которым оно произнесено, по трактовке Коростылёва оказалось шуткой Дурандарте, в которую поверили герои, и она — всё же действие происходит в волшебном королевстве — стала правдой. Вместо того, чтобы превратиться в итоге в старика-нищего (как было в пьесе), Дерамо воплощается в Тарталью (они меняются телами).
Анджеле предстоит узнать своего любимого мужа в облике ненавистного Тартальи, который, в свою очередь, теперь в теле короля Серендиппа. Фильм практически заканчивается на той сцене, когда Дерамо в обличии Тартальи с трепетом ожидает, узнает ли его супруга, а в комнату врывается Тарталья в облике Дерамо и кричит: «В темницу! На виселицу! На плаху!» и обращается к Анджеле: «Ты видишь — я — Дерамо!». А она, переводя взгляд с одного на другого, всё же признаёт под личиной Тартальи любимого Дерамо.
«Я знал, что Анджела меня не подведёт, достаточно и этого», — говорит Дурандарте в финале фильма.

## Съёмки
Натурные съёмки фильма происходили на Южном берегу Крыма. На переднем плане на холме Дарсан в Ялте использовалась минималистическая декорация, по стилистике выполненная нарочито театральной, а на заднем видны вершины Главной гряды.
Роль Дерамо исполняет Ю. Яковлев, Тартальи — С. Юрский. После обмена героев телами они продолжают озвучивать своих персонажей, то есть Дерамо говорит голосом Юрского, и наоборот.
Фильм поставлен в нарочито театрализованной манере. Например, в сцене охоты «жертвой» выступают картины с нарисованным оленем, а лошади — каркасы, надевающиеся на актёров; интерьеры частично построены из плоских, условных театральных декораций художницы Н. Шнайдер. В сцене переселения Дерамо в тело оленя применена цветная соляризация — особый метод обработки киноплёнки, создающий фантастический зрительный эффект. Действие прерывается короткими интермедиями-пантомимами, в которых дзанни с масками героев в руках карикатурно изображают основные события фильма.
Арсенов планировал снять иной финал. Однако, именно в это время произошла ссора между ним и исполнительницей роли Анджелы, его женой Валентиной Малявиной. Отношения были так накалены, что конец снять не удалось. Поэтому финал фильма остался открытым.

## Песни в фильме
- Каватина Дурандарте («Это было, когда по земле бродили сказки…»)
- Каватина Анджелы («Надоело это…»)
- Дуэт Анджелы и Панталоне («Выходит, среди нас ты был и вроде не был…»)
- Песня серендиппских девиц
- Дуэт Дерамо и Анджелы
- Ария Тартальи
- Ответ Дурандарте («Куда нам деться от своих ролей…»)
- Баллада Анджелы («Уехал славный рыцарь мой…»)
- Дуэт Клариче и Леандра
- Песня про злого и доброго волшебников
- Каватина Чиголотти
- Песня стражников

## Съёмочная группа
- Сценарий Вадима Коростылёва
- Постановка Павла Арсенова
- Главный оператор: Инна Зарафьян
- Композитор — Микаэл Таривердиев
- Художник-постановщик — Александр Боим
- Костюмы Натальи Шнайдер
- Звукооператор — Борис Голев
- Дирижёр — Эмин Хачатурян
- Постановка пантомимы — Александр Орлов
- Директор картины — Александр Казачков